# 楊皞
杨皞，元朝扶风（今陕西省扶风县）人。
父亲杨清，母亲牛氏。牛氏曾经病重，杨皞叩天请求代替母亲，母亲病愈，第二次也是如此。后来牛氏失明，杨皞登太白山求取神泉为母亲洗眼，于是复明。牛氏去世，杨皞非常哀痛。安葬之日，大雨，杨皞母亲墓前后数里，密云遮蔽，雨不沾土，送葬者很高兴。安葬后，令妻子卫氏在家奉养父亲杨清，杨皞结庐墓上，负土为坟，吃蔬菜饮白水，到丧期结束。杨清去世，也是如此。